# 奥尔日 (上马恩省)
奥尔日（法語：Orges，法語發音：[ɔʁʒ] ⓘ）是法国上马恩省的一个市镇，属于肖蒙区。

## 地理
奥尔日（48°4'51"N, 4°55'40"E）面积17.52 平方千米，位于法国大東部大區上马恩省，该省份为法国东北部内陆省份，北起马恩省和默兹省，西接奥布省，西南接科多尔省，东南接上索恩省，东临孚日省。
与奥尔日接壤的市镇（或旧市镇、城区）包括：艾藏维尔、布罗勒沙泰勒、布里孔、沙托维兰、阿祖瓦地区西尔丰泰内、蓬拉维尔_(上马恩省)。

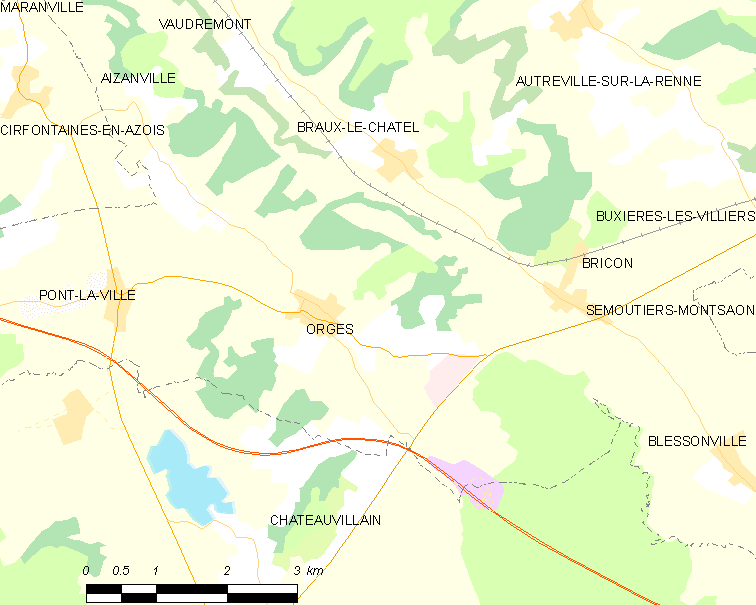
的OSM定位图

奥尔日的时区为UTC+01:00、UTC+02:00（夏令时）。

## 行政
奥尔日的邮政编码为52120，INSEE市镇编码为52365。

## 政治
奥尔日所属的省级选区为沙托维兰县。

## 人口

1962-2008年间人口变化图示

奥尔日于2022年1月1日时的人口数量为351人。